# 崔霊恩
崔 霊恩（さい れいおん、生没年不詳）は、中国の南北朝時代の官僚・儒学者。本貫は清河郡東武城県。

## 経歴
若くして学問に精励し、五経に広く通じ、とくに三礼と春秋三伝に詳しかった。はじめ北魏に仕えて太常博士となったが、天監13年（514年）に南朝梁に帰順し、員外散騎侍郎の位を受けた。歩兵校尉に転じ、国子博士を兼ねた。霊恩の性格は質朴で、風采は冴えなかったが、経典の解釈は合理的で精緻をきわめていたため、建康の儒者たちはみなかれを重んじた。霊恩が講義をおこなうと、聴講する者がつねに数百人に及んだ。長沙郡内史として出向し、後に建康に召還されて国子博士に任じられた。明威将軍・桂州刺史として出向し、在官のまま死去した。
著書に『集注毛詩』24巻、『集注周官礼』20巻、『三礼義宗』30巻、『春秋経伝解』6巻、『春秋申先儒伝論』10巻、『春秋左氏伝立義』10巻、『春秋序』1巻などがあった。

## 伝記資料
- 『梁書』巻48 列伝第42
- 『南史』巻71 列伝第61